# Artal de Claramunt
Artal de Claramunt (Barcelona?, ? - 1461) fou un polític, escriptor i frare barceloní, presumpte autor de la novel·la medieval Triste deleytación.

## Biografia
Se sap ben poc de la seva vida. La documentació històrica existent posa de manifest que, en certa manera, podria haver estat implicat en l'inici de la Guerra Civil Catalana (1462-1472) i que hauria mantingut una gran amistat amb el Príncep de Viana i amb el Comte del Pallars Sobirà, Hug Roger III. També va ostentar el Castell de la Torre de Claramunt, heretat de Pau Lluís de Claramunt i, després de la seva mort, lliurat a Joan de Claramunt.
Segons diversos medievalistes i historiadors —entre els quals Martí de Riquer i Morera—, el manuscrit anònim en castellà Triste deleytación hauria estat obra seva. Datat entre els anys 1458 i 1467, es tracta d'una novel·la romàntica amb abundants catalanismes i peces líriques (una de les quals íntegrament en català, el poema «Sy bé, Fortuna·, as dat lo torn»). Segons indica el manuscrit:
| «                                        | Comiença el prólogo del libro llamado triste deleytaçion fecho por F·A·d·C | » |
| — Anònim, Triste deleytación, f. 1, p. 1 |                                                                            |   |

Esdevenint aquestes inicials F.A.D.C. la prova de major pes sota la qual es fonamenten els experts per atribuir-la al religiós català.